# Dialetto champenois
Lo champenois (champaignat in lingua champenois) è un dialetto della lingua d'oïl parlata soprattutto in Champagne e in parte della Vallonia.
È classificata come lingua regionale della Francia ed è riconosciuta come lingua regionale in Belgio.
Lo champenois beneficia del decreto che protegge le lingue regionali indigene nella Comunità francofona del Belgio.